# Matara (distrikt)

Distriktet Matara inom Sri Lanka.

Matara är ett av Sri Lankas 25 distrikt och ligger i Southern Province. Dess area är 1 246 km². Distriktets huvudstad är Matara.